# Salveytal
Salveytal este o arie protejată (arie specială de conservare — SAC, sit de importanță comunitară — SCI) din Germania întinsă pe o suprafață de 381,52 ha, integral pe uscat.

## Localizare
Centrul sitului Salveytal este situat la coordonatele 53°13′43″N 14°22′24″E / 53.2286°N 14.3733°E.

## Înființare
Situl Salveytal a fost declarat sit de importanță comunitară în septembrie 2000 pentru a proteja 35 de specii de animale. Situl a fost protejat și ca arie specială de conservare în noiembrie 2003.

## Biodiversitate
Situată în ecoregiunea continentală, aria protejată conține 5 habitate naturale: Cursuri de apă de la nivel de câmpie la nivel montan, cu vegetație Ranunculion fluitantis și Callitricho-Batrachion, Pajiști uscate seminaturale și facies de acoperire cu tufișuri pe substraturi calcaroase (Festuco-Brometalia) (* situri importante pentru orhidee), Pajiști stepice subpanonice, Liziere de ierburi înalte hidrofile de câmpie și de nivel montan până la alpin, Păduri aluvionare cu Alnus glutinosa și Fraxinus excelsior (Alno-Padion, Alnion incanae, Salicion albae).
La baza desemnării sitului se află mai multe specii protejate:
- păsări (29): uliu porumbar (Accipiter gentilis gentilis), lăcar mare (Acrocephalus arundinaceus), lăcar-de-rogoz (Acrocephalus schoenobaenus), pescăruș albastru (Alcedo atthis), rață lingurar (Anas clypeata), rață mică (Anas crecca crecca), rață cârâitoare (Anas querquedula), Anas strepera strepera, gâscă cenușie (Anser anser), ciuf-de-pădure (Asio otus), Bucephala clangula, chirighiță neagră (Chlidonias niger), erete de stuf (Circus aeruginosus), ciocănitoare pestriță mică (Dendrocopos minor), ciocănitoare neagră (Dryocopus martius), capîntortură (Jynx torquilla), sfrâncioc roșiatic (Lanius collurio), sfrâncioc mare (Lanius excubitor excubitor), grelușelul-de-tufiș (Locustella fluviatilis), grelușel-de-zăvoi (Locustella luscinioides), filomelă (Luscinia luscinia), Luscinia svecica cyanecula, gaia roșie (Milvus milvus), codobatură de munte (Motacilla cinerea), Podiceps grisegena grisegena, Rallus aquaticus aquaticus, pițigoi-pungar (Remiz pendulinus), silvie porumbacă (Sylvia nisoria), sturz (Turdus pilaris)
- amfibieni (2): buhai de baltă cu burta roșie (Bombina bombina), triton cu creastă (Triturus cristatus)
- mamifere (2): castor (Castor fiber), vidră de râu (Lutra lutra)
- pești (2): zvârluga (Cobitis taenia), țipar (Misgurnus fossilis)

Pe lângă speciile protejate, pe teritoriul sitului au mai fost identificate 26 de specii de plante, 4 specii de păsări, 7 specii de amfibieni, 8 specii de mamifere, 25 de specii de nevertebrate, 4 specii de pești, 3 specii de reptile.